# Sicilienstrædet
Sicilienstrædet (italiensk: Canale din Sicilien eller Stretto din Sicilien, siciliansk: Canali din Sicilien eller Strittu din Sicilien, arabisk: مضيق صقلية) er et sund mellem Sicilien og Tunesien. Det er omkring 145 km bredt på det smalleste og største dybde er 1.039 meter. Strædet adskiller Det Tyrrhenske Hav og det vestlige Middelhav fra det østlige Middelhav. Midt i strædet ligger den italienske ø Pantelleria.
I lighed med Gibraltarstrædet løber dybe havstrømme i Sicilienstrædet fra øst til vest, mens strømmene nær overfladen flyder i modsat retning. Disse usædvanlige havstrømme er af interesse for oseanografer.
På grund af tektoniske bevægelser støder den afrikanske kontinentalplade mod den eurasiske kontinentalplate i Sicilienstrædet, hvilket fører til undersøisk vulkansk aktivitet. Eksempler på dette er de midlertidig aktive undervandvulkaner Ferdinandea og Empedokles.
37°12′N 11°12′Ø / 37.2°N 11.2°Ø